# Andrea Anders
Andrea Anders, född 10 maj 1975 i Madison i Wisconsin, är en amerikansk skådespelare.

## Teater
Anders hade först en karriär inom teatern och har haft roller i On the jump, Arena Stage, New Doors på Guthrie Theater och i en scenversion av Mandomsprovet på Broadway, där hon spelade Elaine Robinson.

## Film och TV
Andrea Anders har bland annat setts i Oz, Canada A.M, I lagens namn. 
År 2004 fick hon huvudrollen som Alex Garret bredvid Matt LeBlanc i TV-serien Joey. Det var en spinoff med Matt LeBlancs karaktär i TV-serien Vänner, som visades i två säsonger fram till 2006. Hon har därefter haft roller i serier som Young Sheldon, Modern Family och That '90s Show. År 2023 började hon spela rollen som huvudpersonens fru i Chuck Lorres HBO-serie Bookie.

## Privatliv
Anders tog studenten 1993 från DeForest Area High School i DeForest i Wisconsin och fortsatte med högre studier inom film och skådespeleri. Hon är syskon med manusförfattarna och regissörerna Torri Anders och Sean Anders. Hon hade ett förhållande med Matt LeBlanc, som hon träffade på inspelningen av Joey. År 2015 meddelades att förhållandet var över.